# Kipchoge Keino
Kipchoge Hezekieh „Kip” Keino (ur. 17 stycznia 1940 w Kipsamo) – kenijski lekkoatleta średniodystansowiec i długodystansowiec, dwukrotny mistrz olimpijski.
Był jednym z pierwszych kenijskich biegaczy, którzy odnosili międzynarodowe sukcesy na średnich i długich dystansach. Jego kariera rozpoczęła się na Igrzyskach Imperium Brytyjskiego i Wspólnoty Brytyjskiej w 1962, gdzie zajął 11. miejsce w biegu ma 3 mile. Na Igrzyskach Olimpijskich w 1964 w Tokio był piąty w biegu na 5000 m i odpadł w półfinale biegu na 1500 m.
27 sierpnia 1965 Keino poprawił rekord świata w biegu na 3000 m o ponad 5 sekund wynikiem 7:39,6. W tym samym roku ustanowił rekord świata na 5000 m czasem 13:24,2. Zwyciężył zarówno na 1500 m, jak i na 5000 m na igrzyskach afrykańskich w Brazzaville w tym roku. Wygrał biegi na 1 milę i na 3 mile na Igrzyskach Imperium Brytyjskiego i Wspólnoty Brytyjskiej w 1966 w Kingston.
Podczas Igrzysk Olimpijskich w Meksyku (1968) zdobył złoty medal w biegu na 1500 m i srebrny w biegu na 5000 m. Powtórzył ten sukces na Igrzyskach Brytyjskiej Wspólnoty Narodów w 1970 w Edynburgu (w biegu na 5000 m był trzeci). Na Igrzyskach Olimpijskich w 1972 w Monachium wywalczył tytuł mistrza olimpijskiego w biegu na 3000 m z przeszkodami i wicemistrzostwo w biegu na 1500 m. W 1973 był srebrnym medalistą igrzysk afrykańskich w Lagos na 1500 m. W tym samym roku zakończył karierę.
Od 31 marca 1999 jest prezesem Kenijskiego Komitetu Olimpijskiego. Prowadzi organizację zajmującą się pomocą dla sierot w Kenii.

## Rekordy życiowe
- bieg na 1500 m - 3:34,91 (1968)
- Bieg na 3000 m - 7:39,6 (1965)
- Bieg na 5000 m - 13:24,2 (1965)
- Bieg na 10 000 m - 28:06,4 (1968)
- Bieg na 3000 m z przeszkodami - 8:23,64 (1972)